# ديانا بك
ديانا بك (بالإنجليزية: Diana Baig) هي لاعب كريكت ولاعبة كرة قدم باكستانية، ولدت في 15 أكتوبر 1995 في غلغت في باكستان.

## وصلات خارجية
- ديانا بك على موقع إي آس بي آن كريك إنفو (الإنجليزية)